# 帕薩特
47°58′14″N 29°48′6″E / 47.97056°N 29.80167°E
帕薩特（羅馬化：Pasat）是位於烏克蘭西南部的村莊，由敖德萨州波迪利斯克区的巴爾塔市鎮負責管轄。該村處於巴季若克河畔，始建於1756年，面積4.18平方公里，海拔高度112米，2001年人口703。